# Кристоф I фон Дона-Шлодиен
Кристоф I фон Дона-Шлодиен (на немски: Christoph I zu Dohna-Schlodien; * 2 април 1665, дворец Копет на Женевското езеро, Швейцария; † 11 октомври 1733, Шлодиен в Гладише, Източна Прусия/Полша) от род Дона, линия Шлодиен, е бургграф и граф на Дона-Шлодиен в Източна Прусия/Полша, бранденбургски и пруски генерал и дипломат.

## Биография
Той е син на граф и бургграф Фридрих фон Дона IV Млади (1621 – 1688), господар на Копет, щатхалтер на Княжество Оранж (1648 – 1660), и съпругата му Есперанца ду Пуй де Монтбрун-Ферасиерес (1638 – 1690). Брат е на Александер (1661 – 1728), бургграф и граф на Дона-Шлобитен, бургграф на Вартенбург, Йохан Фридрих, маркиз на Ферасиерес (1663 – 1712, убит в битка при Денайн).
През 1670 г. Кристоф I фон Дона-Шлодиен влиза в бранденбургската войска. През 1680 г. става хауптман при Ханс Албрехт фон Барфус и участва през 1686 г. в похода в Унгария против турците. На 20 октомври 1689 г. той става полковник и се бие през 1692 г. против Франция.
От 20 август 1698 г. е генерал-майор и пратеник в Англия, а от 3 ноември 1699 г. е таен съветник. На 17 януари 1701 г. е приет в „ордена на Черния орел“ и отново изпратен на дипломатическа мисия в Лондон. На 4 февруари 1702 г. е повишен на генерал-лейтенант.
През 1704 г. Кристоф I фон Дона-Шлодиен се оттегля от двора. От 1711 г. е кралски-пруски пратеник при избора на Карл VI за кайзер. На 28 март 1713 г. новият пруски крал Фридрих Вилхелм I го повишава на генерал на инфантерията. Той става таен държавен и военен съветник и амт-хауптман на Пруска Холандия.
През 1715 г. той участва при обсадата на Щралзунд. Неговия адютант е Фридрих Ото фон Барфус, най-големият син на бившия му шеф. На 10 февруари 1716 г. Кристоф I фон Дона-Шлодиен се оттегля в своя дворец Шлодиен.
Той е прародител на фамилията Шлодиен.

## Фамилия
Кристоф I фон Дона-Шлодиен се жени на 18 ноември 1690 г. в Детмолд за бургграфиня и графиня Фридерика Мария фон Дона-Шлобитен (* 28 декември 1660; † 22 ноември 1729, Данциг), дъщеря на граф Кристиан Албрехт фон Дона (1621 – 1677) и София Доротея ван Бредероде (1620 – 1678). Те имат единадесет деца:
- Амалия (* 4 юли 1692, Вианен; † 20 октомври 1761, Каролат), омъжена в Берлин на 3 февруари 1715 г. за Ханс Карл (* 15 юни 1688; † 11 октомври 1763), фрайхер на Бойтен-Шьонайх, първият княз на Каролат-Бойтен
- Карл Флорус (* 6 декември 1693, Хунген; † 29 юли 1765, Шлодиен), бургграф и граф на Дона-Шлодиен, женен I. в Шлобитен на 1 декември 1719 г. за бургграфиня и графиня Йохана Шарлота цу Дона-Шлобитен (* 9 декември 1699; † 12 ноември 1726), II. в Райхтерсвалде на 20 ноември 1727 г. за бургграфиня и графиня Албертина цу Дона-Лаук (* 19 август 1684; † 4 юни 1751), III. във Волфсхаген на 30 ноември 1752 г. за графиня Доротея фон Шверин (* 12 август 1715; † 22 ноември 1787)
- Вилхелм Александер (* 31 януари 1695, Морунген; † 9 юли 1749, Малмитц/Маломице), пруски генерал-лейтенант, женен в Малмитц на 4 ноември 1722 г. за графиня Хенриета фон Роедерн (* 8 януари 1694; † 13 февруари 1760)
- Фреде-Мария (* 31 декември 1695, Морунген; † 30 юни 1772, Шлодиен), омъжена в Шлодиен 1714 г. за бургграф и граф Адолф Кристоф фон Дона-Лаук (* 4 юли 1683; † 13 септември 1736)
- София Шарлота (* 16 септември 1699, Вианен; † 29 януари 1778, Шлодиен)
- Урсула Анна (* 31 декември 1700, Карвинден; † 17 март 1761, Кьонигсберг) омъжена в Шлодиен на 3 декември 1721 г. за херцог Фридрих Вилхелм II фон Шлезвиг-Холщайн-Зондербург-Бек (* 18 юни 1687; † 11 ноември 1749)
- Кристоф II (* 25 октомври 1702, Шлодиен; † 19 май 1762, Берлин), пруски генерал, женен във Вилденфелс на 18 октомври 1734 г. за графиня Фридерика фон Золмс-Вилденфелс (* 28 май 1714; † 9 април 1755)
- Фридрих (1697 – 1699)
- Кристиан (* 23 октомври 1704, Шлодиен; † сл. 1733, Америка)
- Теодор Емилиус (1706 – 1707)
- Луиза Албертина (1708 – 1709)